# Jim Jeter
James E. „Jim“ Jeter (* 15. September 1921 in Houston, Texas, USA; † 4. März 2007 ebenda) war ein US-amerikanischer Schauspieler.

## Leben und Karriere
Jeter diente während des Zweiten Weltkriegs in der US-Marine. Nach Kriegsende startete er seine Filmkarriere unter dem Namen Jim Jeter. 1965 zog er nach Los Angeles und trat in der Folgezeit in vielen Filmen und TV-Serien ganz überwiegend in Nebenrollen auf. In der Western-Fernsehserie Bonanza war er von 1963 bis 1972 in sieben verschiedenen Rollen zu sehen. Michael Landon, einer der Hauptdarsteller aus Bonanza, bot Jeter, wohl in Erinnerung an seine Rolle als Schmied in der Bonanza-Episode Vorsicht Osterhase, die Rolle des Hans Dorfler an, des Schmieds von Walnut Grove in Unsere kleine Farm (Little House on the Prairie), den er in neun Episoden verkörperte.
1967 spielte Jeter eine kleine Rolle in dem Paul-Newman-Film Der Unbeugsame (Cool Hand Luke) und 1981 mit John Travolta in dem Thriller Blow Out – Der Tod löscht alle Spuren. 1993 kehrte Jeter in seine Heimatstadt zurück und spielte in dem Roadmovie Perfect World einen Zellengenossen des von Kevin Costner verkörperten „Butch Haynes“.
1994, im Alter von 73 Jahren, heiratete Jeter die Theaterdirektorin Chris Wilson. 2007 verstarb er.

## Filmografie (Auswahl)
- 1963–1972 Bonanza (Ponderosa – Fernsehserie, 7 Folgen)
- 1966: Kanonenboot am Yangtse-Kiang (The Sand Pebbles)
- 1967: Der Unbeugsame (Cool Hand Luke)
- 1968: Tennisschläger und Kanonen (I Spy – Fernsehserie)
- 1970: High Chaparral (The High Chaparral – Western-Fernsehserie)
- 1973: Die Waltons (The Waltons – Familienserie)
- 1973–1974: Rauchende Colts (Gunsmoke – Western-Fernsehserie, 2 Folgen)
- 1974–1980: Unsere kleine Farm (Little House on the Prairie – Familienserie, 9 Folgen)
- 1976: Die haarsträubende Reise in einem verrückten Bus (The Big Bus)
- 1977: Quincy (Quincy M.E. – Krimi-Fernsehserie)
- 1977: Schwarzer Sonntag (Black Sunday)
- 1978: F.I.S.T. – Ein Mann geht seinen Weg (F.I.S.T.)
- 1978: Detektiv Rockford – Anruf genügt (The Rockford Files – Krimi-Fernsehserie, 2 Folgen)
- 1978–/1979: Eine amerikanische Familie (Family – Fernsehserie, 2 Folgen)
- 1981: Hart aber herzlich (Hart to Hart, Fernsehserie, Folge 3x10 Hoppe, hoppe Reiter)
- 1982: Hart aber herzlich (Hart to Hart, Fernsehserie, Folge 3x17 Russisches Ballett)
- 1982: Grenzpatrouille (The Border)
- 1982: Unter der Sonne Kaliforniens (Knots Landing – Fernsehserie)
- 1983: Ein Colt für alle Fälle (The Fall Guy – Fernsehserie)
- 1983: T.J. Hooker (Polizei-Fernsehserie)
- 1983: Ein Duke kommt selten allein (The Dukes of Hazzard – Fernsehserie)
- 1992: Haus der Drachen (The Habitation of Dragons – Fernsehfilm)
- 1993: Perfect World
- 1994: Gambler V: Playing for Keeps (Fernsehfilm)